# François Bourgoing (chantre)
Pour les articles homonymes, voir François Bourgoing (homonymie) et Bourgoing.
François Bourgoing est un membre de l’ordre de l’Oratoire, auteur de deux ouvrages sur le plain-chant en usage dans son ordre, et actif dans la première moitié du XVIIe siècle. Il ne doit pas être confondu avec François Bourgoing (1585-1662), troisième supérieur général de cet ordre.

## Biographie
Sa vie reste assez obscure ; il est originaire de Bourges et l’on sait qu’il entre le 26 novembre 1616 en la maison de l’Oratoire de Paris. La seconde Assemblée de l’ordre le charge d’améliorer le chant des Oratoriens et de publier un recueil en ce sens (ce sera le Brevis psalmodiæ ratio de 1634), ce qui laisse supposer qu’il est chantre de son église (en 1634 il est dit prêtre et « chori moderatore »). Cette évolution du chant avait été souhaitée par le cardinal Pierre de Bérulle, et porta ses fruits puisque la maison de la rue Saint-Honoré, assez fréquentée par la cour, devint réputée pour la qualité du chant qu’on y entendait.
Le 12 août 1636, François Bourgoing est muté à la maison de La Rochelle. Le 5 octobre 1639, déjà exclu à plusieurs reprises pour mauvaise conduite et juste remis d’une maladie, il promet d’amender sa conduite contre une pension versée par l’ordre. Peu après, alors qu’il est devenu aumônier des religieuses de Picpus, sa pension se trouve réduite au strict nécessaire (29 novembre 1640). La fin de sa carrière ecclésiastique n’est pas connue.

## Œuvres

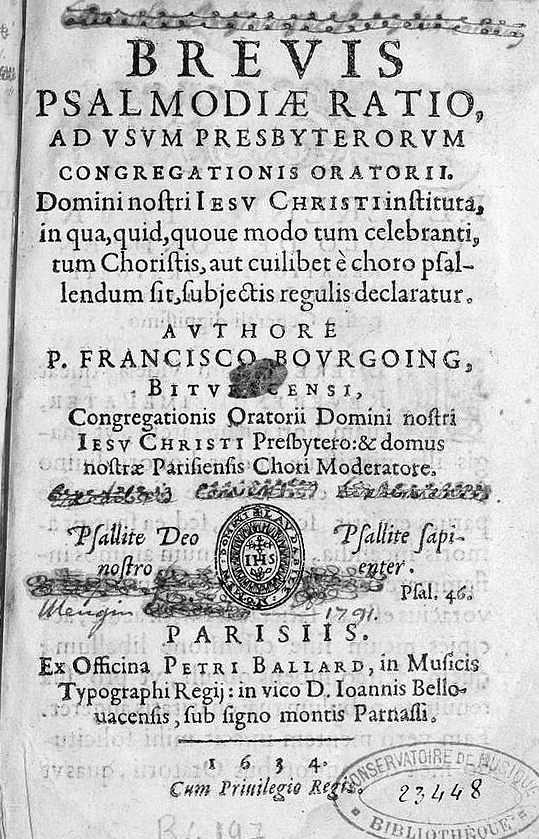
Page de titre de la Brevis psalmodiae ratio (Paris, 1634). (Paris BNF)

- Brevis psalmodiæ ratio, ad usum presbyterorum Congregationis Oratorii... authore P. Francisco Bourgoing. Paris : Pierre I Ballard, 1634. 8°. Numérisé sur Gallica. Guillo 2003 n° 1634-B, Mariolle 1997 n° 3, RISM B-VI p. 173.

Méthode de plain-chant à l’usage de la congrégation de l’Oratoire, rééditée en 1753. Elle contient des chants qui ne sont pas tous de Bourgoing. L’auteur y définit des signes d’accentuation, de ponctuation et d’altération. Dédicace à Charles de Condren, second supérieur général des Oratoriens.
- Le David françois, ou traité de la saincte psalmodie, contenant plusieurs advis ou enseignemens méthodiques pour ceux qui sont appliquez par estat à chanter les louanges de Dieu, avec un petit traité touchant la saincte messe. Paris : Sébastien Huré, 1641. 8°. Mariolle 1997 n° 4, RISM B-VI p. 173. Paris BNF, Bordeaux BM.
- Le David françois, ou traité chronologique contenant plusieurs remarques sur les sacerdoces des lois de nature, de Moïse, et de grâce... Seconde partie. Paris : Louis Boulanger, 1641. 8°. Paris BSG.

Ouvrage réédité (ou réémis en 1645). Paris BSG.
- Traité contenant plusieurs remarques sur l’état laïque et politique de l’Eglise ; et particulièrement sur les personnes sacrées des roys et monarques, tant de l’Ancien que du Nouveau testament, qui en sont les chefs et modérateurs, et qui peuvent par leur piété, zèle et grand pouvoir beaucoup aider l’état ecclésiastique. Ce discours peut servir de quelque entretien à un jeune prince, pour l’animer à la vertu et suivre les pas de ses prédécesseurs[1]. Paris : Boulanger, 1643.8°. München UB.